# Пижова Ольга Іванівна
Ольга Іванівна Пижова (*17 (29) жовтня 1894, Москва — †8 листопада 1972, Москва) — російська і радянська актриса театру і кіно, театральний педагог і режисер. Заслужений діяч мистецтв РРФСР (1947). Лауреат Сталінської премії третього ступеня (1950).

## Життєпис
Почала навчання в інституті благородних дівиць, але кинула, пішовши на бухгалтерські курси. Під час петербурзьких гастролей Московського художнього театру пройшла конкурс у актриси (з двохсот, що екзаменувалися конкурс витримали двоє). Стала актрисою МХТ в сезон 1914/1915.
Ольга Іванівна була дружиною Бориса Бібікова.

## Творчість
- Сталінська премія третього ступеня (1950); за постановку вистави «Я хочу додому» С. В. Михалкова у ЦДТ (з Б. В. Бібіковим)

### Ролі в театрі
- «Де тонко там і рветься» Тургенєва — гувернантка
- «Синій птах» Метерлінка — фея Берілюна
- «Вишневий сад» А. П. Чехова — Варя

### Фільмографія
1. 1916 — Сліпі і засліплені — Ольга Морська
2. 1916 — Серед ділків — Ліка
3. 1917 — Переможці і переможені — Баллі
4. 1936 — Безприданниця — Харита Гнатівна Огудалова
5. 1937 — Біліє парус одинокий — мадам Стороженко
6. 1953 — Альоша Птіцин виробляє характер — бабуся Оля
7. 1956 — Вона вас кохає — проводжаюча на станції, «Молода людина, вона вас любить! Любить!» (немає в титрах)
8. 1965 — Дзвонять, відкрийте двері — пенсіонерка (немає в титрах)